# Patrizia von Brandenstein
Patrizia von Brandenstein (15 de abril de 1943) é um diretor de arte estadunidense. Venceu o Oscar de melhor direção de arte na edição de 1985 por Amadeus, ao lado de Karel Černý.